# Bianca Gisler
Bianca Gisler (Samedan, 15 febbraio 2003) è una snowboarder svizzera, specializzata in slopestyle e big air.

## Biografia
Originaria di Samedan e attiva in gare FIS dal novembre 2017, Bianca Gisler ha debuttato in Coppa del Mondo il 22 gennaio 2021, giungendo 17ª nello slopestyle di Laax. Il 6 marzo 2022 ha ottenuto, nella stessa specialità, a Bakuriani, il suo primo podio nel massimo circuito, classificandosi al 3º posto nella gara vinta dalla canadese Laurie Blouin. 
In carriera ha preso parte ad un'edizione dei Giochi olimpici invernali e non ha mai debuttato ai Campionati mondiali di snowboard.

## Palmarès

### Giochi olimpici giovanili invernali
- 1 medaglia:
  - 1 bronzo (slopestyle a Losanna 2020)

### Festival olimpico invernale della gioventù europea
- 1 medaglia:
  - 1 oro (big air a Sarajevo 2019)

### Coppa del Mondo
- Miglior piazzamento in classifica generale freestyle: 9ª nel 2022
- Miglior piazzamento nella Coppa del Mondo di big air: 21ª nel 2022
- Miglior piazzamento nella Coppa del Mondo di slopestyle: 7ª nel 2022
- 1 podio:
  - 1 terzo posto